# Quer- und Längsmotor

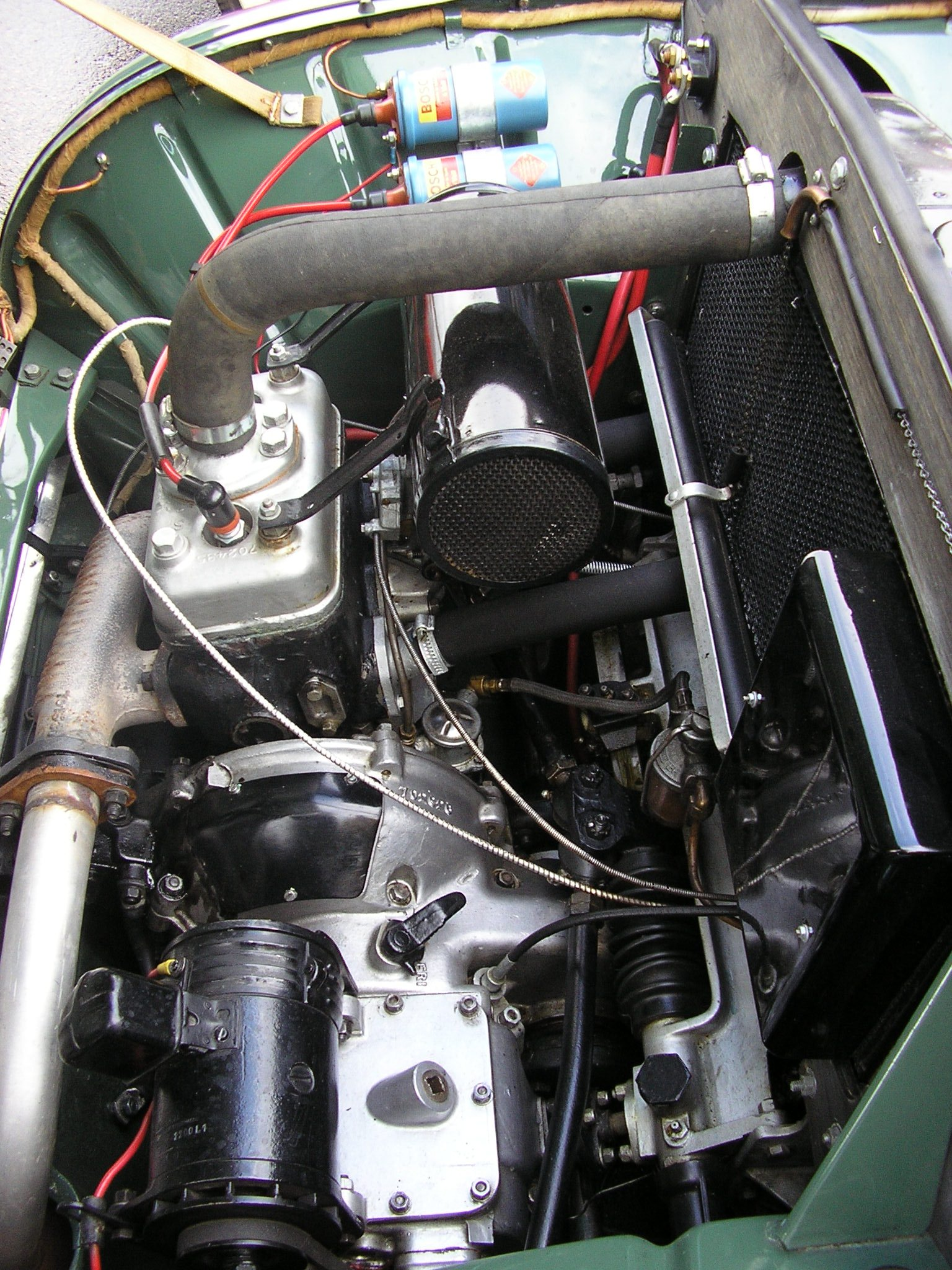
Ein quer eingebauter Zweizylinder-Zweitakt-Motor in einem Saab 92

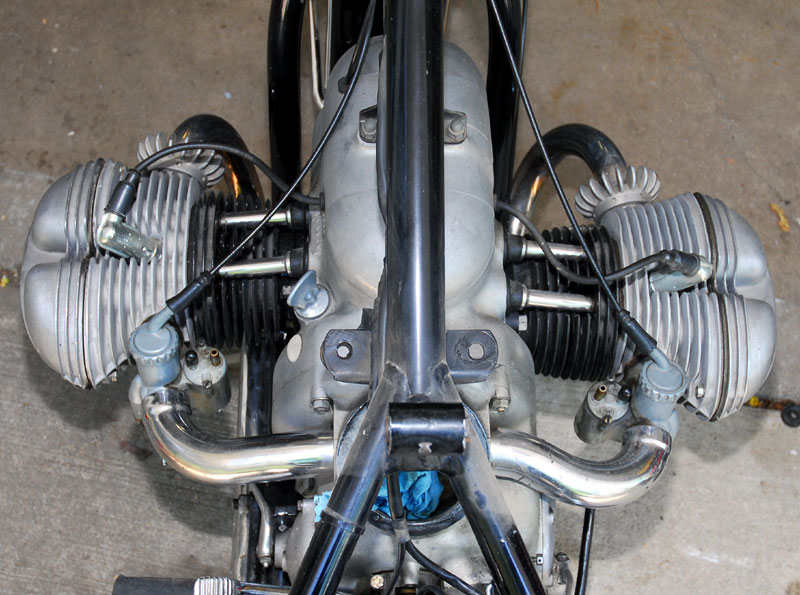
„Längs“ eingebauter BMW-Boxermotor

Quer- oder Längsmotor bezeichnet die Einbaulage eines Verbrennungsmotors in einem Kraftfahrzeug. Beim Quermotor liegt die Kurbelwelle des Motors quer zur Fahrtrichtung, beim Längsmotor in Fahrtrichtung. Diese Definition ist unabhängig von der Bauform des Motors, egal ob Reihen-, Boxer- oder V-Motor, auch wenn dies leicht irritieren kann, da ein „längs“ eingebauter Boxermotor oft breiter ist als lang, beispielsweise bei Zweizylinder-Motorrädern.

## Quer- und Längsmotor bei Pkw
Die meisten Frontantriebswagen haben quer eingebaute Reihenmotoren, Kraftwagen mit Hinterradantrieb haben in der Regel vorne längs eingebaute Motoren. Quer vor der Hinterachse (unter dem Fahrersitz) eingebaute Motoren hatten auch einige amerikanische Typen vor dem Ersten Weltkrieg, etwa von Ford, Packard oder Olds. Der erste Serienkraftwagen mit Quermotor und Frontantrieb war 1931 der DKW F 1. Dieses Konzept mit dem Motor hinter der Achse und Primärtrieb mit einer Kette wurde bis nach dem Zweiten Weltkrieg bei seinen Nachfolgern beibehalten.
1947 erschien der Saab 92. Bei ihm saßen Motor und Getriebe wie bei modernen Fahrzeugen in einer Flucht nebeneinander vor der Achse. Auch der Goliath GP 700 und der Lloyd 300 aus dem Borgward-Konzern (beide 1950 erschienen) waren so gebaut. IFA (Automobilwerk Zwickau) übernahm dieses Konzept für den Trabant (1957). NSU baute bis in die 1970er Jahre Fahrzeuge mit Quermotor im Heck, Glas, dann BMW bis 1969. Lamborghini stellte ab 1965 den Miura mit querstehendem 12-Zylindermotor vor der Hinterachse her.
Der Mini war 1959 ein handlicher Kleinwagen mit quer eingebautem Frontmotor, bei dem das Getriebe unter dem Motor angeordnet ist. Der Wagen nahm auch erfolgreich an verschiedenen Rallyes teil. 1962 erschien der Kompaktwagen BMC ADO 16 (zunächst als Morris 1100), der in seinen verschiedenen Varianten in den 1960er Jahren zum meistverkauften Pkw auf dem britischen Markt wurde. Quermotoren wurden nun nicht mehr als Notbehelf in untermotorisierten Kleinstwagen und Rollermobilen wahrgenommen.
Der italienische Automobilkonstrukteur Dante Giacosa entwarf bei FIAT für das 1964 erschienene Modell Autobianchi Primula die bis heute am meisten verwendete Bauform mit ungleich langen Antriebswellen. So passten auch Vierzylindermotoren neben das Getriebe. Vorher hatte man entweder (kurze) Zweizylindermotoren verwendet oder das Getriebe lag unter dem Motor im Ölsumpf.
Es verbreitete sich – 30 Jahre nach Erscheinen des DKW F 1 – die Erkenntnis, dass diese Bauweise günstiger herzustellen und vor allem bessere Gebrauchseigenschaften aufweist als die konventionelle Bauart mit Heckmotor oder Standardantrieb (Motor vorn und angetriebene Hinterräder). Zwischen 1960 und 1980 stellten nahezu alle wichtigen Automobilhersteller mindestens ein Modell nach diesem Muster vor.
Die Länge eines Quermotors wird von der Breite des Automobils begrenzt. Es gibt quer eingebaute Fünfzylinder-Reihenmotoren mit über 2,4 Litern Hubraum beispielsweise im kompakten Fiat Stilo. Einen kurzen Achtzylinder-V-Motor mit rund 4,4 Litern Hubraum gibt es im Volvo XC90 als Quermotor, wie auch Volvo S80, der außerdem mit einem Sechszylinder-Reihenmotor mit rund 3,2 Litern Hubraum erhältlich ist. Vom britischen Hersteller BMC gab es ab 1964 den Typ ADO17 als Austin 2200, Morris 2200 und Wolseley Six mit einem querstehenden Sechszylindermotor und darunter eingebauten Getriebe. 1985 wurde im Cadillac Seville ein V8-Motor quer eingebaut.

## Omnibusse
Auch niederflurige Linienbusse haben, wenn sie durch einen Dieselmotor angetrieben werden, meist einen Quermotor im Heck, damit er platzsparend untergebracht werden kann.

## Motorräder

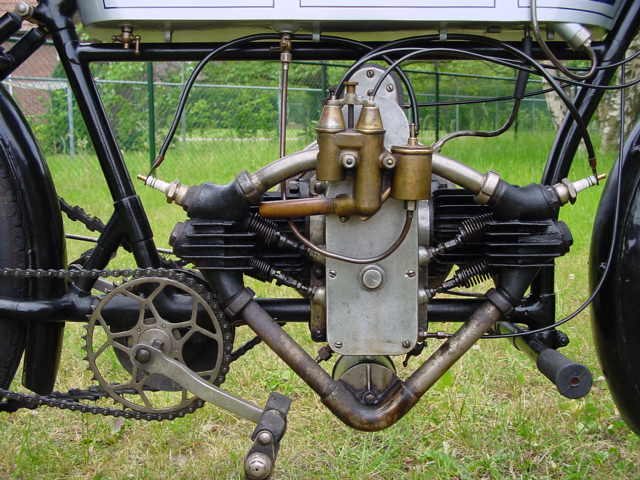
Quereingebauter Boxermotor (Baujahr 1912)

siehe auch Längsläufer und Querläufer
Bei Motorrädern mit Kettenantrieb des Hinterrades dominiert die quer zur Fahrtrichtung liegende Kurbelwelle. Der Vorteil liegt darin, dass auch alle Wellen im Getriebe, einschließlich der Kettenradwelle quer liegen und keine rechtwinklige Drehmomentübertragung erforderlich ist. Bei Kardanwellenantrieb hingegen erübrigt sich ein zweites Winkelgetriebe bei Motoren mit annähernd in Fahrtrichtung liegender Kurbelwelle. Beispiele hierfür sind verschiedene Boxermotoren (z. B. Hoffmann Gouverneur, (IFA) BK 350, Zündapps Zwei-Zylinder-Typen, viele BMW-Typen) und verschiedene V-Motoren (z. B. Victoria V 35 Bergmeister, Moto Guzzi, Zündapps Zwei-Zylinder-Typen mit 170°-Anordnung der Zylinderreihen). Längs eingebaute Reihenmotoren gab es ab 1905 bei FN, in den 1920er und 1930er Jahren bei Henderson/Indian, Nimbus und später unter anderem bei verschiedenen BMW oder der Triumph Rocket III.
Die Form des „quer“ eingebauten Boxermotors – wie bei der weißen Mars mit Kettenantrieb – kann heute als ausgestorben betrachtet werden, war jedoch bis ca. 1930 die Standardeinbaulage für Boxermotoren in Motorrädern. Beispiele für „quer“ liegende V-Motoren sind Harley-Davidson und viele jüngere japanische Modelle.